# Warlords III: Darklords Rising
Warlords III: Darklords Rising — официальное дополнение к компьютерной игре Warlords III от австралийской компании SSG. Игровой процесс версии игры 1.02 сильно отличается как от Reign Of Heroes, так и от версии 1.0 из-за большой работы по перебалансировке и возможности внедрения пользовательских модификаций.
В эту игру до сих пор играют онлайн и PBEM, а также существуют сообщества игроков. В отличие от Reign Of Heroes, Darklords Rising можно запустить в Windows XP и Windows Vista.

## Игровой процесс

Города разных уровней

В дополнении был переработан игровой баланс и исправлены ошибки оригинальной игры. Появилось множество новых умений героев и юнитов, такие как некромантия (воскрешение из мертвых), телепортация и другие. Были добавленые новые постройки — казармы и сторожевые башни.
В дополнению к стандартному режиму игры, основанному на захвате городов появились новые — такие как Capture the Flag и Battle of the Titans.
Одним из самых значимых нововведений стал редактор уровней.

## Редактор карт

Редактор карт

Игра снабжена мощным, но относительно простым в освоении редактором карт, с помощью которого можно создавать собственные сценарии и кампании, а также редактировать абсолютно все параметры местности, городов, сайтов, армий и прочего.
В игре присутствует очень гибкий генератор случайных карт, которым и пользуются в большинстве случаев для игры онлайн или по электронной почте.

## Модификации
Модификациями в Darklords Rising называют дополнительные наборы армий и героев, которые создают сами игроки. Наибольшей популярностью пользуются Stormheim Units и K4 Heroes, которые уже стали негласным стандартом для PBEM и онлайн-игр. Для онлайн-игр сейчас все чаще используются X-Heroes и TT units. Также, широко известен набор армий и героев Molotov Cocktail, созданный игроком из России.

## Сообщество игроков

Экран продукции

Несмотря на то, что со времени выхода игры прошло более десяти лет, люди со всего мира продолжают играть в неё, среди фанатов игры проводятся турниры и многопользовательские игры (до 8 участников) - некоторые игроки предпочитают такие игры стандартным "один-на-один". Наиболее активны игроки из США и Германии. Русские (русскоговорящие) игроки, общепризнанно самые сильные в игре по Email, после закрытия сайта Warlords Universal из жизни сообщества практически выпали.
Комментарий создателя Warlords Universal:
И это очень жаль конечно! Свидетельствую как аффтар и создатель сайта Warlords Universal (Мастер, если кто ещё помнит). Сайт закрылся по не зависящим от меня причинам. И хотя у меня сейчас немного свободного времени, но есть план возродить WU как часть портала авторских материалов. На поддержку турниров времени не будет конечно, но Лигу WU попробуем возродить.
В ноябре 2011 года были завершены основные работы над сайтом новой лиги - LastCitadel.ru, создаваемым игроком под ником Molotov. Так же, как и когда-то на Warlords Universal, существует система рейтинга игроков по результатам проведенных игр, имеется возможность отправлять и получать вызовы и рапортовать о поражении. В настоящее время, ведется работа по расширению функционала и наполнению контентом.

## Оценки на игровых сайтах
| Сводный рейтинг | Сводный рейтинг |
| Агрегатор       | Оценка          |
| --------------- | --------------- |
| GameRankings    | 78,85 %         |

- На сайте Gamespot.com игра получила  GameSpot Score 8.9 (Great).
- Warlords III: Dark Lords Rising Архивная копия от 6 октября 2008 на Wayback Machine на сайте ign.com получила оценку 8.0 (Impressive). По оценкам игроков игра тоже получила, в среднем, 8.0.

### Общие сайты
- Warlorders.com — Основной сайт игроков в Warlords
- Warlords.h1.ru — Русский фан-сайт игры
- LastCitadel.ru — Лига игроков в Warlords

### Руководства и важные статьи
- Руководство рыцаря Архивная копия от 1 марта 2008 на Wayback Machine — Подробное руководство по игре, написанное мастером лиги Warlords Universal
- Руководство рыцаря (недоступная ссылка) — Подробное руководство, автор которого известный игрок в Warlords, Granite Golem.
- How to get running on Windows XP — Решение известных проблем при запуске игры на Windows XP

### Другие сайты
- Molotov Cocktail — Сайт набора армий от лорда Молотова